# サレマル
サレマル (ロシア語: Салемал)とは、ロシア連邦ヤマロ・ネネツ自治管区ヤマル地区サレマル農村居住区域にある村。人口は946人（2017年）。